# Memoriał Zbigniewa Raniszewskiego 1963

## Memoriał Zbigniewa Raniszewskiego 1963
VII Memoriał Zbigniewa Raniszewskiego odbył się 20.10.1963 w Olsztynie (stadion w Bydgoszczy był w remoncie). Zwyciężył Andrzej Pogorzelski.

## Wyniki
- 20 października 1963, Organizator Polonia

| Msc. | Zawodnik            | Klub              | Pkt |               |  |
| ---- | ------------------- | ----------------- | --- | ------------- |  |
| 1    | Andrzej Pogorzelski | Stal Gorzów       | 15  | (3,3,3,3 + 3) |  |
| 2    | Edward Kupczyński   | Polonia Bydgoszcz | 11  | (2,3,2,2 + 2) |  |
| 3    | Stanisław Tkocz     | Górnik Rybnik     | 11  | (3,2,3,3 + u) |  |
| 4    | Zbigniew Podlecki   | Wybrzeże Gdańsk   | 9   | (1,3,3,1 + 1) |  |
| 5    | Edmund Migoś        | Stal Gorzów       | 7   | (3,2,1,1)     |  |
| 6    | Rajmund Świtała     | Polonia Bydgoszcz | 7   | (2,1,2,2)     |  |
| 7    | Norbert Świtała     | Polonia Bydgoszcz | 6   | (0,2,1,3)     |  |
| 8    | Bogdan Berliński    | Wybrzeże Gdańsk   | 6   | (2,1,2,1)     |  |
| 9    | Czesław Safian      | Stal Apator Toruń | 3   | (3,d,0,0)     |  |
| 10   | Valent Medved       | Wybrzeże Gdańsk   | 3   | (0,1,2,0)     |  |
| 11   | Karol Peszke        | Górnik Rybnik     | 3   | (1,1,0,1)     |  |
| 12   | Stanisław Witkowski | Polonia Bydgoszcz | 2   | (0,u,0,2)     |  |
| 13   | Stanisław Kaiser    | Wybrzeże Gdańsk   | 1   | (0,0,1,0)     |  |